# Ріссенберг Ілля Ісаакович

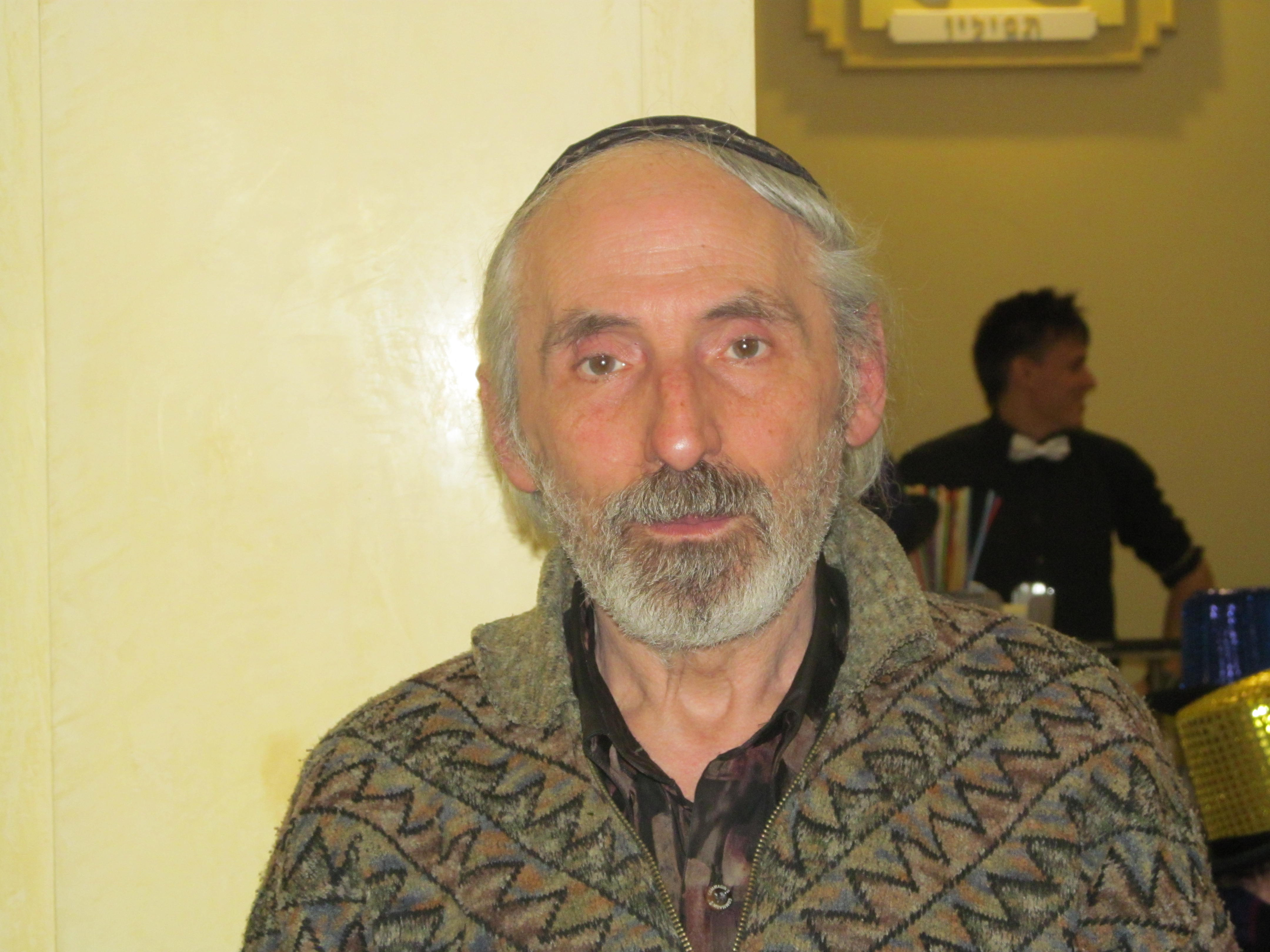
І. Ріссенберг (2014)

Ілля́ Ісаа́кович Ріссенбе́рг (нар. 17 листопада 1947, Харків — пом. 30 серпня 2020, там само) — український російськомовний поет, лауреат Російської премії (2012).

## Біографія
Народився 17 листопада 1947 року в місті Харкові в сім'ї інженера-хіміка та викладачки літератури.
Закінчив хімічний факультет Харківського державного університету.
Був тренером з шахів, здобув розряд кандидата у майстри спорту.
Працював асистентом викладача філософії та історії, соціальним працівником.
Ілля Ріссенберг був керівником клубу російської поезії при Харківському єврейському культурному центрі «Бейт Дан».
Мешкав у Харкові.
Помер Ілля Ріссенберг 30 серпня 2020 року у місті Харкові.

## Творчість
Публікувався в часописах «Повітря», «©пілка Письменників», «Діти Ра», «СТИХ», «Стільники», альманахах «Нова Камера зберігання», «Новий Ковчег», «Дворіччя», антологіях «Звільнений Улісс», «Біблійні мотиви у російській ліриці ХХ століття», «Україна. Російська поезія. ХХ століття». Лонг-Лістер «Російської премії» (2010); шорт-Лістер премії Андрія Білого (2011). Автор віршованої збірки «Третій з двох» (2011), за яку був удостоєний «Російської премії» 2012 року.
Витоками й складниками духопоетики Ільї Ріссенберга мені гадаються російський фольклор (пісенний — традиційний і міський), єврейська релігійність (псалмотворчість).
Нетривіяльна музикальність, своєрідність просодії, тяготіння у творчості до звуку (де кожний елемент перегукується з кожним, за яким більшою або меншою мірою інтуїтивно проступає сенс, роблять вірші І. Ріссенберга видатними.
Самовитість звуку іноді уводить поета в ті емпіреї, де його читач часто-густо вже не в змозі пробитись до сенсу, і, здається, в таке саме становище потрапляє сам творець.
У кожному разі ми повинні довіритись самодостатності цих текстів (назвить їх, коли завгодно, псалми), цим „замовлянням“, і зберегти їх для читачів — можливо, проникливіших.— СТАНІСЛАВ МІНАКОВ
Як символісти виховали читача для всієї Срібної доби, так тепер Ріссенбергу доводиться виховувати читача для одного себе. Але, можливо, так трапляється з усяким новим поетом.— ОЛЕНА ДОНСЬКА
Ілля Ріссенберг, людина з німецьким прізвищем, яке слов'янською можна було б перекласти як… ну, наприклад, Розривгора, кілька десятиліть наполегливо, безоглядно, безвідривно будує у своїх віршах п'яту східноєвропейську мову <…>.
Саме тому туди як будівельний матеріал годиться все — і Даль, і вчорашня безкоштовна газета, і взагалі будь-яке слов'янське, єврейське та тюркське слово. <…>
Мова ворушиться, змінюється, проявляється, знаходить свою парадигматику, визначає свої лексичні та синтаксичні кордони, намацує власні способи словотворення та фразобудування, у тому числі пов'язані з її єврейською природою <… >. І це — ні з чим не порівнянне видовище; стежити за цим — як наживо бути присутнім при Горотворенні.
Подумайте, чи стикалися ви коли-небудь із чим-небудь рівно величним: самотнє, неухильне, безнадійне створення цілої мови? Мови, для якої немає й не буде народу, мови, у якої немає й не буде продовження.
Але у якої є і буде поезія.— ОЛЕГ ЮР'ЄВ
<… > біля витоків цієї складної, складеної, темної, а то й невиразної мови Ріссенберг, напівросійською, напівукраїнською, напів-знову-сотвореною, — прагне не те щоб навіть створити (Ріссенберг традиціоналіст, ми пам'ятаємо), а знову знайти втілення тієї небувалої, нетутешньої, неймовірної мови, на якій говорить лише Полігімнія. Та й то не завжди.— ОЛЕГ ДАРК